# 柳汝士
柳汝士（1869年—1932年），字冠民，安徽鳳陽縣人。清末民初政治人物、教育家、医生。

## 生平
柳汝士是清朝廩生，壬寅補行庚子辛丑恩正並科舉人。宣統元年（1909年）他当選安徽谘议局議員，同年當選资政院議員。
民國元年（1912年）12月，他當選安徽省第一屆議會議員兼鳳陽縣民政局長。任内他曾到蚌埠请驻军来凤阳，使预谋洗劫鳳陽的土匪撤走。民國5年（1916年），他當選安徽省議會議長。任内他向安徽省公署提议導淮入江，该案經安徽省議會通過，省長批准。安徽省加鹽稅附捐的議案在他的反对下未能在安徽省議會通過。民國7年（1918年）他當選國会議員。此後他曾任安徽省禁煙處處長，因禁烟受官、商、军勾结而受阻，他遂辞职。后来他从事教育，任安徽省第一中學校長、安徽省第四中學校長。
晚年，他辞职回到家乡，此后他注釋了《大通全釋經》，还对中醫中藥进行研究，並免費爲百姓看病给药。
1932年，柳汝士逝世。

## 著作
他帮鳳颍六泗兵備道台王定安編校了《兩淮鹽法志》160卷、《湘軍記》20卷、《求阙齋弟子記》30卷、《曾子家語》4卷等。